# Edmund Spohr (Botaniker)
Edmund Karl Spohr (* 23. Oktoberjul. / 4. November 1887greg. in Pernau; † 21. April 1964 in Göttingen) war ein deutsch-baltischer Botaniker und Hochschullehrer.

## Leben
Nach dem Besuch des Gymnasiums in Pernau studierte Edmund Spohr Botanik und Anthropologie an der Universität Moskau und an der Kaiserlichen Universität Dorpat. Nach botanischen Expeditionen nach Sibirien und in den Kaukasus schloss er das Studium mit der Promotion zum Dr. phil. nat. ab. Er kehrte 1917 nach Pernau zurück und war von 1918 bis 1919 Oberlehrer an der Deutschen Schule. 1920 ging er als Privatdozent nach Dorpat. Von 1923 bis 1929 war er Dozent der Systematik und Geographie der Pflanzen und Direktor des Botanischen Gartens Tartu. Von 1928 bis 1939 war er Leiter der von ihm 1828 mitgegründeten Dorpater Deutschen Hochschulhilfe. Von 1929 bis 1939 leitete er das von ihm 1929 gegründete Institut für wissenschaftliche Heimatforschung an der Livländischen Gemeinnützigen und Ökonomischen Sozietät. Daneben war er von 1930 bis 1939 ordentlicher Professor am Herder-Institut in Riga. Spohr gehörte dem Akademischen Beirat der Estländischen Deutschen Kulturselbstverwaltung an, seit 1933 Korrespondierendes Mitglied der Naturforschervereinigung, seit 1934 Korrespondierendes Mitglied der Estländischen Literarischen Gesellschaft und Vertrauensdozent der Studienstiftung des Deutschen Volkes. Er war über viele Jahre 1. Sekretär und 1938/39 Leiter des Dorpater Dozentenabends. Zudem vertrat er Estland in der Nord-Ostdeutschen Forschungsgemeinschaft (NOFG). Von 1941 bis 1945 war Spohr o. Professor für Pflanzengeographie an der Reichsuniversität Posen und Direktor des Botanischen Gartens. Er war Dekan und Mitglied des Senats. Von 1945 bis zu seinem Tode lebte er in Göttingen. Von 1949 bis 1951 war er Forschungsbeauftragter des Niedersächsischen Kultusministeriums. Ab 1959 war er Emeritus. Im selben Jahr wurde er Mitglied der am 1. August 1959 als Traditionsträger der baltischen Corps gestifteten Curonia Goettingensis.

## Ehrungen
- Goldene Medaille der Lomonossow-Universität Moskau (1915)
- Dr. phil. h. c. der Albertus-Universität Königsberg (12. Februar 1938)

## Schriften
- Geobotaanikast, eriti taimesotsioloogiast ja Eesti geobotaanilisest uurimisest – Einiges über die Geobotanik mit besonderer Berücksichtigung der Pflanzensoziologie und der geobotanischen Erforschung Estlands, Tartu 1923
- Eesti taimkatte lühike ülevaade, Tartu 1925
- Vōrumaa taimkattest ja tema uurimistest – Ueber die Pflanzendecke des Werroschen Kreises in Estland und deren Erforschung, 1926
- Über das Vorkommen von Sium erectum Huds. und Lemna Gibba L. in Estland und über deren nordöstlichen Verbreitgsgrenzen in Europa, Tartu 1926
- Über brunsterzeugende Stoffe im Pflanzenreich, Tartu 1927
- Setumaa taimkatte iseloomust Aratrükk "Setumaast" – Ueber die Eigenart der Pflanzendecke Setukesiens in Estland, Tartu 1927
- Über die Verbreitung einiger bemerkenswerter und schutzbedürftiger Pflanzen im altbaltischen Gebiet, Dorpat 1928
- Ueber die Verbreitung und Einwanderung von Helodea canadensis in Estland, Reval 1930
- Ueber die pflanzengeographische Arbeitsgemeinschaft im fennobaltischen Gebiet und ihre diesjährige Tagung in Finnland, Dorpat 1930
- Ueber einige Richtlinien im deutsch-baltischen akademischen Leben in Estland, Dorpat 1933
- Das gegenwärtige deutsche akademische und wissenschaftlichen Leben in Estland, Dorpat 1933